# Antonino Pinci

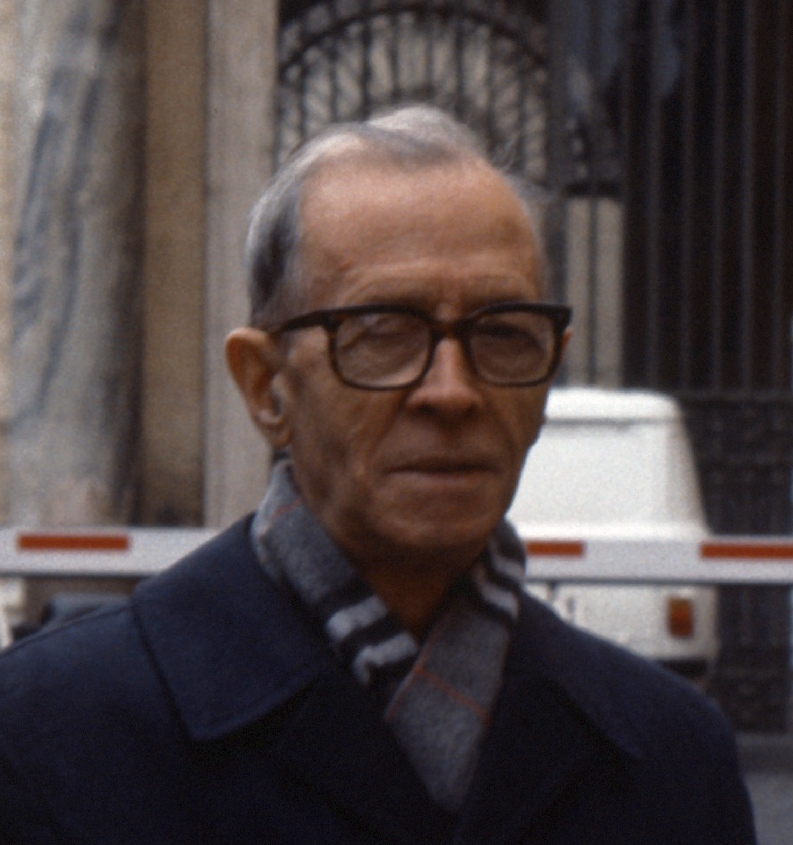
Antonino Pinci, 1984

Antonino Pinci (* 17. Februar 1912 in Cave, Provinz Rom, Italien; † 16. August 1987) war ein italienischer Geistlicher, römisch-katholischer Erzbischof und Diplomat des Heiligen Stuhls.

## Leben
Antonino Pinci empfing am 29. Juni 1936 das Sakrament der Priesterweihe.
Am 31. Oktober 1961 ernannte ihn Papst Johannes XXIII. zum Titularerzbischof von Tarasa in Numidia und bestellte ihn zum Apostolischen Nuntius in Panama. Kardinalstaatssekretär Amleto Giovanni Cicognani spendete ihm am 17. Dezember desselben Jahres die Bischofsweihe; Mitkonsekratoren waren der Sekretär für außerordentliche Aufgaben der Kirche, Kurienerzbischof Antonio Samorè, und der emeritierter Bischof von Segni, Pietro Severi.
1971 trat Pinci als Apostolischer Nuntius in Panama zurück.
Antonino Pinci nahm an der zweiten, dritten und vierten Sitzungsperiode des Zweiten Vatikanischen Konzils teil.